# Gilberte Legrand
Pour les articles homonymes, voir Legrand.
Gilberte Legrand (état-civil inconnu) est une chanteuse et une actrice belge.
Épouse de l'auteur et réalisateur Fernand Wicheler (1874-1935), elle sera souvent sa principale interprète féminine dans ses pièces et dans ses films.

## Biographie
En 1910, elle crée le célèbre rôle de Mlle Suzanne Beulemans dans la pièce de théâtre Le Mariage de Mademoiselle Beulemans de Fernand Wicheler et Frantz Fonson. Willy Maury interprète le rôle de Séraphin Meulemeester, son fiancé.
Fernand Wicheler, Gilberte Legrand et Willy Maury collaborent musicalement avec le ténor Fernand Faniard. Ils étaient très connus pour leurs nombreuses auditions radiophoniques.
Après la mort de Wicheler en 1935, Willy Maury devient le compagnon de Gilberte Legrand (la veuve Wicheler). Ils cohabitent dans une superbe maison du Boulevard Bellerive à Rueil-Malmaison. Un air reprenant une composition originale commune au couple s'intitule Vous permettez que j'déballe mes outils.
Le couple et Faniard poursuivent leur collaboration, enregistrant même quelques 78 tours chez « Perfectaphone » et chez « Ultraphone », sous le pseudonyme de Darfany. Une opérette intitulée Ces messieurs aux chapeaux noirs (en contrepoint de la célèbre pièce de théâtre Ces dames aux chapeaux verts) créée à Bruxelles en septembre 1933, était en cours d'adaptation pour la France en 1937-1938, la création à Paris étant prévue pour 1940, projet réduit à néant par la déclaration de guerre.
Avant la Seconde Guerre mondiale, Willy Maury et Gilberte Legrand étaient les protagonistes d'une émission retransmise en direct de la Salle Pleyel, à Paris, tous les mercredis soir, au cours de laquelle, sous le patronage publicitaire du « Lait Berna » (faisant suite aux « Pâtes Lustucru » et à « l'Huile Lesieur » - qui rend la cuisine encore meilleure, disait-on) ils se livraient à de fort plaisants sketches sous les noms d’Adolphe et Adolphine sous le patronage de la société SBR. Il subsiste nombre d'interviews du couple publiées dans les hebdomadaires radiophoniques d'avant-guerre.

## Théâtre
- 1904 : Cottage rose, pièce de Fernand Wicheler, au cabaret de la Louve à Bruxelles[5]
- 1905 : Entente cordiale, pièce de Fernand Wicheler, au théâtre du Diable-au-Corps à Bruxelles (septembre)[6]
- 1910 : Le Mariage de mademoiselle Beulemans, comédie en 3 actes de Fernand Wicheler et Frantz Fonson créée au théâtre de l'Olympia à Bruxelles (18 mars) puis à Paris au théâtre de la Renaissance (7 juin) et au théâtre Réjane (27 novembre)[7] : Suzanne Beulemans
- 1920 : Vindevoet rend l'argent, comédie de Fernand Wicheler, au théâtre de l'Olympia de Bruxelles
- 1921 : Meulemeester s'apprivoise, pièce de Fernand Wicheler, au théâtre de la Gaîté de Bruxelles
- 1924 : À la Révolution, comédie en 3 actes mêlée de chants de Fernand Wicheler et Paul Max, au théâtre de l'Olympia de Bruxelles (janvier)
- 1926 : L'Histoire du Crocodile, comédie en 3 actes de Fernand Wicheler, au théâtre des Mathurins (1er septembre)[8] : tante Clairette
- 1928 : La Demoiselle de magasin, comédie en 3 actes de Fernand Wicheler et Frantz Fonson, au théâtre des Ternes (18 mai) et au théâtre de la Renaissance (7 juillet)[9] : Claire Fresnois
- 1928 : Le Mariage de mademoiselle Beulemans, reprise de la comédie en 3 actes de Fernand Wicheler et Frantz Fonson au théâtre des Bouffes du Nord (28 mars) puis au théâtre des Variétés (août) : Suzanne Beulemans
- 1929 : Une Revue chez Beulemans, fantaisie en 3 parties de Fernand Wicheler, musique de Louis Hillier, au théâtre des Mathurins (7 février)[10]
- 1930 : Beulemans à Paris, fantaisie bruxelloise de Fernand Wicheler, sur Paris PTT (24 décembre)
- 1931 : Le Billet de faveur, sketch bruxellois de Fernand Wicheler, sur Paris PTT (20 février)
- 1931 : Beulemans à l'Exposition coloniale, sketch de Fernand Wicheler, sur Radio PTT (23 août)
- 1931 : Beulemans marie sa fille, opérette en 3 actes de Fernand Wicheler et Frantz Fonson, musique d'Arthur Van Oost, sur Radio PTT (19 octobre) : Suzanne Beulemans
- 1932 : Beulemans chez l'antiquaire, fantaisie bruxelloise de Fernand Wicheler, sur Radio-Paris (29 mars)
- 1933 : La Parole est à Monsieur Beulemans, fantaisie bruxelloise de Fernand Wicheler, sur le Poste parisien (8 janvier)[11]
- 1933 : Ces messieurs aux chapeaux noirs, comédie musicale en 3 actes de Jean Tarride et Willy Wagner, musique de Lionel Cazaux, au théâtre Molière de Bruxelles (20 septembre) puis en tournée[12]
- 1935 : Âmes sœurs, opérette de Willy Maury, musique de Tom Waltham, sur le Poste parisien (26 juillet)
- 1935 : Parade du Monde, revue en 2 actes et 40 tableaux d'Henri Varna, Léo Lelièvre et Marc-Cab, au Casino de Paris (25 septembre)

## Cinéma
- 1922 : Le Coup de Gilberte (Gilberte's slag) de Fernand Wicheler[13] : Gilberte
- 1922 : Gigi ou la folle poupée (Gigi of de gekke pop) de Fernand Wicheler[14] : Gigi
- 1925 : La Maison dans la dune (Het huis in de duinen) de Fernand Wicheler et Isidore Moray
- 1932 : La Parole est à Monsieur Beulemans (Het woord is aan Monsieur Beulemans) de Fernand Wicheler[15] : Suzanne Beulemans